# Due fuori pista 2
Due fuori pista 2 (Ute och cyklar) è un film del 2025 diretto da Mårten Klingberg.
Il film è il sequel del film del 2022 Due fuori pista.

## Trama
Tre anni dopo gli eventi del primo film, Lisa ha costruito la sua famiglia riunendosi con la figlia Elvira e con accanto il compagno Anders. Quando decide di affrontare una durissima gara ciclistica di 315 km, la Vätternrundan, chiede al fratello Daniel di accompagnarla che sta affrontando nuovamente un periodo complicato dopo l'annuncio del divorzio da parte dalla moglie Klara. La sfida sarà l'occasione non solamente di una sfida fisica ma anche di affrontare tutti i problemi rimasti in sospeso.

## Distribuzione
Il film è stato distribuito sulla piattaforma Netflix a partire dal 23 maggio 2025.